# Reichtumsgrenze

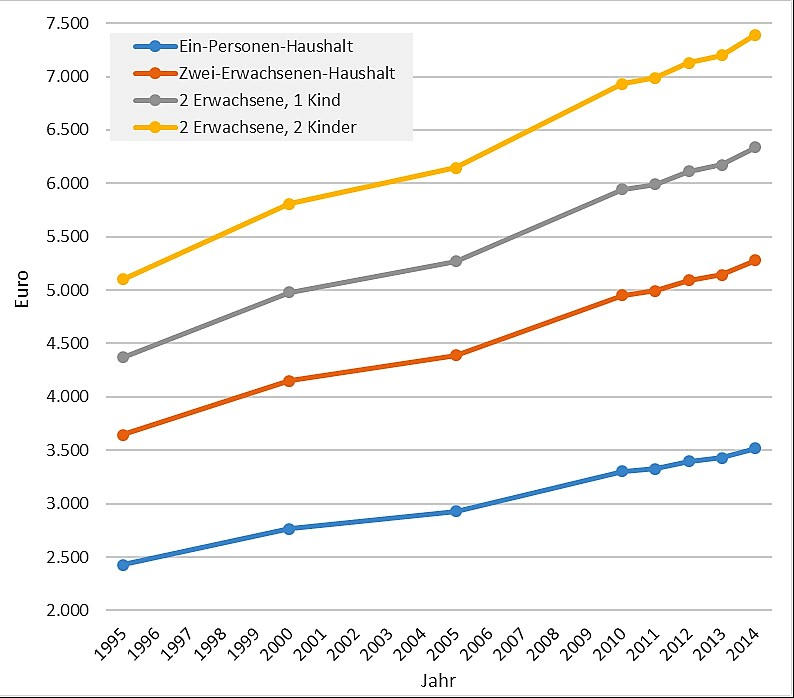
Reichtumsgrenze eines deutschen Ein-Personen-Haushaltes, hier definiert anhand 200 % des mittleren Nettoäquivalenz-Einkommens. Daraus ergeben sich bei Anwendung der OECD-Skala entsprechend andere Grenzen für andere Haushaltsgrößen.

Die Reichtumsgrenze ist in der Armutsforschung dasjenige Einkommen, ab dem man als reich gilt. Es ist jenes Nettoäquivalenzeinkommen einer Person, das um ein bestimmtes definiertes Vielfaches über dem mittleren Nettoäquivalenzeinkommen in der Bevölkerung liegt. Entsprechend ist diese Reichtumsschwelle eine veränderliche Größe in Abhängigkeit von Einkommensveränderungen in der Bevölkerung. Pendant ist die Armutsgrenze.
Der relative Prozentsatz wird auch als Schwellenwert für Einkommensreichtum bezeichnet.
Die Definition entspricht methodisch der Definition der relativen Armutsgrenze und ist ein relatives Konzept von Einkommensreichtum. Es basiert auf der Aufteilung der Einkommensverteilung in einen Reichtumsbereich und in den Rest der Verteilung. Personen mit einem Nettoäquivalenzeinkommen über dem Schwellenwert der Reichtumsgrenze gelten als einkommensreich. Ihr Anteil an der Gesamtbevölkerung wird als Reichtumsquote bezeichnet.
Da in Deutschland 2020 das monatliche Nettoäquivalenzeinkommen bei 1.955 Euro lag, ergibt sich daraus eine Reichtumsgrenze von 3.910 Euro für Single-Haushalte. Bei Anwendung der OECD-Skala liegt demnach in Deutschland die Reichtumsgrenze bei 10.557 Euro für zwei Erwachsene mit zwei Kindern.

## Kritik
Reichtums- und Armutsquoten sind nur bedingt aussagekräftig, da die zugrunde gelegten Daten aufgrund der Erhebungsmethode mittels freiwilliger Selbstauskunft einer Bevölkerungsstichprobe immer fehlerbehaftet sind. Der größte Teil der Selbstständigen- und Vermögenseinkommen wird mangels unzureichender Datenlage wegen abnehmender Auskunftsbereitschaft der Befragten bei zunehmendem Einkommen und Vermögen nicht erfasst und deshalb nur Haushalts-Netto-Einkommen bis zu einer Abschneidegrenze in den Berechnungen berücksichtigt. Die höchsten Einkommen sind in den Verteilungsberechnungen nicht enthalten und die nicht entnommenen Gewinne Selbstständiger können nicht erhoben werden.
Regelmäßig sind dadurch die statistisch erhobenen Gesamteinkommen Selbstständiger und aus Vermögen, beispielsweise Kapitalerträge und Mieten, niedriger als die tatsächlichen der Volkswirtschaftlichen Gesamtrechnung (VGR). Die tatsächliche Ungleichverteilung ist deshalb größer als die errechnete, offiziell veröffentlichte, denn die auf diese Weise statistisch ermittelten Reichtumsquoten und auch die Armutsquote sind niedriger als die tatsächlichen.
2008 betrug die Abweichung der statistischen Selbstständigen- und Vermögenseinkommen der EVS mit 139 Mrd. Euro zu der gleichartigen Einkommensumme von 477 Mrd. Euro der VGR rund 338 Mrd. Euro. Rund 71 % dieser Einkommen wurden durch die EVS nicht erfasst und sind in den Verteilungsrechnungen und somit in den Ungleichverteilungsmaßen wie dem Gini-Index nicht dargestellt. Laut Statistischem Bundesamt „deutet dies auf eine grundsätzliche Problematik der Messung von Selbstständigen- und Vermögenseinkommen in (freiwilligen) Haushaltserhebungen hin“.

## Deutschland
| NÄE   | 2013 Gesamt  | 2008 Gesamt  | 2008 West-Deutschl. und -Berlin | 2003 West-Deutschl. und -Berlin |
| ----- | ------------ | ------------ | ------------------------------- | ------------------------------- |
| 100 % | 50,0 %       | 50,0 %       | 50,0 %                          | 50,0 %                          |
| 200 % | 07,1 %       | 08,4 %       | 09,5 %                          | 08,4 %                          |
| 250 % | 03,1 %       | 03,8 %       | 04,3 %                          | 03,8 %                          |
| 300 % | 01,4 %       | 01,9 %       | 02,2 %                          | 01,9 %                          |
| 400 % | 00,4 %       | 00,6 %       | 00,7 %                          | 00,6 %                          |
| NÄE   | 1957 €/Monat | 1772 €/Monat | 1772 €/Monat                    | 1667 €/Monat                    |

Das Statistische Bundesamt führt in seinen Publikationen Reichtumsquoten für 200 %, 250 %, 300 % und 400 % des mittleren (Median) Nettoäquivalenzeinkommens auf:
Der Median des Nettoäquivalenzeinkommens der Gesamtbevölkerung lag bei 1.957 Euro/Monat beruhend auf den neuesten verfügbaren Ergebnissen (2013) der alle fünf Jahre durchgeführten Einkommens- und Verbraucherstichprobe.
Daraus ergibt sich, dass die Reichtumsgrenze für 200 % des Medians bei einem Nettoäquivalenzeinkommen von 3.914 Euro liegt. Darüber verfügten 7,1 % der Bevölkerung Deutschlands.
Aufgrund der Abschneidegrenze von 18.000 Euro im Monat werden viele Haushalte mit weit höherem Einkommen nicht berücksichtigt:
Die Summe der statistischen Selbstständigen- und Vermögenseinkommen der EVS umfasst nur 30 % der gleichartigen Einkommenssumme in der VGR. Ebenfalls nicht einbezogen sind Personen in Gemeinschaftsunterkünften, beispielsweise Bewohner von Pflegeheimen sowie Obdachlose.

## Reichtumsgrenze und -quote bei Vermögensreichtum
Das sogenannte "Head count ratio" gibt den Anteil der Personen oder Haushalte mit Vermögensreichtum an. Es entspricht damit der Reichtumsquote bei Einkommensreichtum. Im Fall von Vermögensreichtum wäre demnach jemand reich, wenn er das Doppelte des mittleren Vermögens besitzt. Im Jahr 2019 lag laut des weltweiten Vermögensberichts der Credit Suisse in Deutschland das mittlere Vermögen bei 35.313 US-Dollar, was ca. 31.500 Euro entsprach. Wird die Grenze von 200 % des Medians angewendet, ergibt sich daraus für Deutschland Vermögensreichtum ab einem Vermögen von 63.000 Euro.
Um Länder mit unterschiedlichen Lebensstandards besser miteinander vergleichen zu können, wird für jedes zu vergleichende Land sein eigener Grenzwertbetrag bestimmt. In einem Bericht im Auftrag des Bundesministerium für Arbeit und Soziales hatte gemessen an dieser länderspezifischen Reichtumsgrenze zwischen 2008 und 2011 unter 15 verglichenen europäischen Ländern Slowenien mit ca. 18 % den höchsten, Spanien mit etwa 1 % den niedrigsten Anteil an Haushalten mit Vermögensreichtum. In Deutschland gab es ca. 5 % Vermögensreichtum. Es belegte damit unter den verglichenen Ländern den 13. Platz.